# 高橋明日香
高橋 明日香（たかはし あすか、1987年10月19日 - ）は、日本の女優、モデル、お笑い芸人。フリーランス。神奈川県小田原市出身。

## 略歴
- 2009年から株式会社あおい（旧オフィスiccho）に所属。2019年3月をもって退所した[4]。
- 2009年6月、撮影会デビュー。
- 2009年8月、「恋する悪魔」にて初舞台。2010年3月、「LOVE ME DOLL」にて初主演。
- 2010年3月、青山学院大学フランス文学科卒業。
- 2011年9月、ふわわか（相沢実奈、ALiCE、桃野はるな）結成[5]。2013年7月、解散。
- 2013年6月、アクトアイドル「アリスインアリス[6]（二期）」加入発表。7月6日の（しほろっち夏祭り花火大会）より活動。2016年11月、卒業[7]。
- 今出舞とともに あすまいを結成。2016年に「ぼくたちは旅に出る（C/W cheerful smile）」をリリース。2017年にはお笑い芸人としても活動する[8][1]。

## 人物
- 愛称：あすぴー。
- 特技：ダンス、フランス語。
- 姉と兄がいる[9]。
- 2015年8月まで同じ事務所であった水原ゆきとは、初舞台で共演して以来の仲良しで、ブログにも度々登場する[10][11]。

## 出演

### 舞台
2009年
- 朝倉薫演劇団「恋する悪魔」（2009年8月21日 - 23日、銀座みゆき館劇場） - 大天使ラムエル 役
- 朝倉薫演劇団「クリスマスファンタジー09 第2部〜冬の宴〜」（2009年12月22日 - 23日、歌舞伎町・風林会館5F） - ゴールデンパイン（宮里多恵） 役

2010年
- 少女人形舞台「LOVE ME DOLL」月組（2010年3月18日 - 22日、銀座みゆき館劇場） - 主演ドール 役
- 劇団女神座「ONEICHAN'S TWELVE〜デッドマンズチェスト〜」（2010年5月28日 - 30日、高田馬場ラビネスト） - 吉原咲耶（クレオパトラトリュファイナ） 役
- 劇団女神座「ひまわり畑と提灯とアイツ」（2010年7月24日 - 25日、高田馬場ラビネスト） - 主演 梢 役
- 一歩堂『「シンデレラは生きていた」改め「子鹿のゾンビは可愛いな」のオーディション』（2010年9月9日 - 13日、アイピット目白） - 葉山マリーナ 役
- アリスインプロジェクト「アリスインデッドリースクール」光組（2010年10月14日 - 17日、六行会ホール） - 巣宮春奈 役

2011年
- 2011リーディングシアターvol.1 1st（2011年1月16日、池袋・シアターKASSAI）
- Flying Trip「落下ガール」光組（2011年2月3日 - 6日、渋谷区文化総合センター大和田 伝承ホール） - 上野くるみ 役
- 劇団6番シード「関ヶ原でダンス」（2011年5月25日 - 29日、吉祥寺シアター） - 初菜 役
- アリスインプロジェクト x MMC「ライン♪」光組（2011年8月5日 - 7日、銀座・博品館劇場） - 大沢灯 役
- 劇団MMC「星の王子さま2011」（2011年11月1日 - 6日、青山円形劇場） - ダンスアンサンブル
- 朝倉薫演劇団「マケイヌバー」（2011年12月7日 - 11日、中野・スタジオあくとれ） - 伊武京子 役

2012年
- アリスインプロジェクト「まなつの銀河に雪のふるほし」星組（2012年2月29日 - 3月4日、六行会ホール） - アンナ・クリストフ 役
- と黒キ組プロジェクト「BABYTRIP」（2012年4月20日 - 22日、池袋・シアターKASSAI）
- A☆ct Stage「桃太郎外伝〜ライズアップヒーロー!〜」（2012年5月22日 - 27日、武蔵野芸能劇場） - お結 役
- 吉本興業「紫陽花と、うん！いたこっこ。」（2012年6月6日 - 10日、神保町花月） - 斉藤紗枝子 役
- 演劇ユニット『世外今是』「楽園の殺人〜小劇場に愛を込めて」(2012年7月10日 - 16日、下北沢小劇場・楽園) - 小宮みや 役
- アリスインプロジェクト「ハイスクールミレニアム2012」（2012年8月14日 - 19日、上野ストアハウス） - 興松千鶴 役
- メディアゲート「舞台版 ビーナスファンタジスタ 〜Thecrescendo in my heart〜」（2012年8月29日 - 9月2日、赤坂レッドシアター） - 宮下いなみ 役
- 吉本興業「夏のかけらとジンジャーエール」（2012年9月11日 - 16日、神保町花月） - 福永あかり 役
- 劇団6番シード「傭兵ども!砂漠を走れ!」オアシス編（2012年11月14日 - 12月9日、池袋・シアターKASSAI） - ガクレキ 役

2013年
- IRONBANK「返り咲きリビングデッド」（2013年1月18日 - 20日、恵比寿・エコー劇場） - 凛子 役
- セブンスキャッスル「人狼 ザ・ライブプレイングシアター#03:VILLAGE I 雪深い村」（2013年1月29日 - 2月6日、サンモールスタジオ） - 羊飼いメリー 役
- アリスインプロジェクト「アリスインデッドリースクール オルタナティブ」（2013年3月20日 - 24日、六行会ホール） - 氷鏡庵 役
- Mo'Pop「バタフライ」（2013年4月25日、26日、王子スタジオ1）  日替わりゲスト
- セブンスキャッスル「人狼 ザ・ライブプレイングシアター#04:VILLAGE II 春を謳う村」（2013年4月27日、28日、上野ストアハウス） - 羊飼いメリー 役
- 企画演劇集団ボクラ団義「さよならの唄」（2013年5月30日 - 6月2日、六行会ホール） - 佐津川瞳（少） 役
- 劇団6番シード「Call me Call you」（2013年6月27日 - 7月4日、吉祥寺シアター） - 伊坂あき子 役
- UDA☆MAP「アリゾナ☆侍☆ガールズ」（2013年8月29日 - 9月3日、池袋・シアターKASSAI） - ジャックポット・セブン 役
- セブンスキャッスル「人狼ザ・ライブプレイングシアター#07:CASTLE 月虹に浮かぶ城」（2013年10月1日 - 7日、相鉄本多劇場） - 羊飼いメリー 役
- アリスインプロジェクト「名探偵はじめました」（2013年10月23日 - 27日、銀座みゆき館劇場） - 主演・相月珠理 役
- 劇団6番シード「Dear Friends」（2013年11月30日、中野・劇場MOMO） - 日替わり住人 キャラメルちゃん 役
- アリスインプロジェクト「デジタルホムンクルス」（2013年12月18日 - 23日、池袋・シアターKASSAI） - ラスト 役

2014年
- 萬屋錦之助一座「火消哀歌〜冬空の木遣り唄〜」（2014年1月4日 - 12日、シアターグリーン BIG TREE THEATER） - ましろ 役
- SD PROJECT「あなたと住むなら」（2014年2月4日 - 9日、築地ブディストホール） - 松下葵 役
- 手をつないでかえろうよ〜シャングリラの向こうで〜（2014年3月19日 - 31日、iichiko音の泉ホール 他） - 咲楽 役
  - 再演（2014年10月27日 - 30日、新国立劇場 小ホール 他）

- シザーブリッツ「永遠にムーン」（2014年5月1日 - 11日、サンモールスタジオ） - かぐや 役
- Initial Film「あなたに贈るキス2」（2014年7月9日 - 13日、俳優座劇場） - 田丸梢 役
- シザーブリッツ「ニューシネマパラダイちゅ」（2014年8月23日 - 31日、劇場HOPE） - 真宮寺姫子 役
- UDA☆MAP「新宿☆アタッカーズ」（2014年9月24日 - 28日、池袋・シアターKASSAI） - 琵輪 役
- 劇団6番シード「メイツ！」（2014年10月29日 - 11月9日、池袋・シアターKASSAI） - 沢ひかる 役
- 演劇集団Z-Lion「This is a お感情博士!」（2014年11月26日 - 30日、笹塚ファクトリー） - 花子 役
- アリスインプロジェクト「セブンフレンズ セブンミニッツ」（2014年12月17日 - 21日、六行会ホール） - 氷鏡庵 役

2015年
- シザーブリッツ「レンアイドッグス」（2015年1月24日 - 2月1日、サンモールスタジオ） - 高梨明日菜 役
- アリスインプロジェクト「アリスインデッドリースクール　オルタナティブ・OSAKA」（2015年2月27日、大阪市立芸術創造館） - 日替わりゲスト 竹内珠子 役
- 「時代に流されろ!」再演（2015年3月27日 - 29日、本多劇場） - 水谷ゆみ 役
- K-FRONT+ PRODUCE「RE:UNION」（2015年4月11日 - 14日、武蔵野芸能劇場） - 日下部愛海 役
- 劇団6番シード「ザ・ボイスアクター」アニメ編・オンライン編（2015年4月17日、新宿村LIVE） - 日替わりゲスト ケータリング 役
- SANETTY Produce「ロストマンブルース」（2015年5月26日 - 31日、笹塚ファクトリー） - 上條つばさ 役
- アリスインプロジェクト「アリスインデッドリースクール　オルタナティブ・NAGOYA」（2015年6月12日、一社・うりんこ劇場） - 日替わりゲスト 竹内珠子 役
- アリスインプロジェクト「魔銃ドナー」（2015年6月24日 - 7月5日、池袋・シアターKASSAI） - 浅倉神酒 役
- 企画演劇集団ボクラ団義「時をかける206号室」（2015年8月19日 - 30日、シアターグリーン BIG TREE THEATER） - 神埼今日子 役
- 劇団6番シード「ふたりカオス 〜黄色いハンマーを持った女と花瓶を頭に乗せた男〜」（2015年9月24日 - 10月4日、池袋・シアターKASSAI）
  - 第一話「ウエディングプラン」 - 木乃下つぐみ 役
  - 第四話「指名の順番」 - マリン 役
  - 第三話「嘘つきのハンバーグステーキ（後半）」（10月5日 - シャッフル公演） - 地蔵さん 役

- タンバリンステージxLIVEDOG プロデュース「愛しのダンスマスター」（2015年10月21日 - 25日、新宿村LIVE） - 錦野学長 役
- Bobjack theater「この世の果てまで」（2015年11月26日 - 29日、ザ・ポケット） - ヒロイン 加世田虹子 役
- シザーブリッツ「帰ってきたアンチョビー」（2015年12月8日 - 13日、上野ストアハウス） - チームA 日本一子、貴弘 二役　

2016年
- 劇団6番シード「メイツ！〜ブラウン管の向こうへ〜2016」（2016年1月27日 - 31日、六行会ホール） - 沢ひかる 役
- SANETTY Produce「Over Smile」（2016年2月10日 - 15日、新宿村LIVE） - ウェイトレス 役
- ベニバラ兎団「平安シャングリラ！〜いいな極楽、鳴くな鶯、宮中烈伝〜」（2016年3月23日 - 27日、銀座博品館劇場） - 紅式部（べにしきぶ） 役
- ペイフォワードプロジェクト「ヨミガエラセ屋」（2016年4月3日、新宿村LIVE） - 日替わりゲスト ベニシマヒカル 役
- シザーブリッツ「ポセイドンと孫とYシャツと私」（2016年4月26日 - 5月1日、上野ストアハウス） - 赤井紫紅 役　
- 演劇集団イヌッコロ×ACTOLI×シザーブリッツ「オタッカーズ・ハイ」ハート組（2016年6月7日 - 19日、下北沢・小劇場B1） - 伊藤杏奈 役
- 企画演劇集団ボクラ団義「耳ガアルナラ蒼ニ聞ケ〜龍馬ト十四人ノ志士〜」 - 平井加尾 役
  - 東京公演（2016年7月6日 - 10日、池袋・あうるすぽっと）
  - 大阪公演（2016年7月23日 - 25日、梅田・HEP HALL）

- DMF/ENG「SLeeVe-RefRain〜スリーヴ・リフレイン」（2016年8月17日 - 22日、六行会ホール） - 瑛理 役
- チームジャックちゃん「マーメイドブーツ」（2016年9月1日 - 5日、新宿村LIVE） - リズム ナナツウミ（ナミ）役
- アリスインプロジェクト「魔銃ドナークロニクル」（2016年9月28日 - 10月2日、六行会ホール） - 浅倉神酒 役
- 企画演劇集団ボクラ団義「今だけが 戻らない」（2016年11月16日 - 23日、CBGKシブゲキ!!） - 日下野菊 役

2017年
- ガチゲキ「愛知のオンナ」（2017年1月18日 - 22日、下北沢・Geki地下Liberty） - 渡辺泪 役
- シザーブリッツ「ゴーストシスターズ!」（2017年2月9日 - 19日、ウッディシアター中目黒） - 平坂那美 役
- 演劇集団Z-Lion「きっといいKotoあるravel」（2017年4月26日 - 30日、ザ・ポケット） - まりや 役
- イヌッコロ×ACTOLI×シザーブリッツ「ハッピーハードラック」（2017年6月23日 - 7月2日、恵比寿・エコー劇場） - ヒロイン アンナ 役
- ガチゲキ「山梨のアソコ」（2017年7月20日 - 24日、高田馬場ラビネスト） - 藤田幸江 役
- キ上の空論「青の凶器、青の暴力、手と手。この先、」（2017年8月31日 - 9月3日、東京芸術劇場 シアターウエスト） - 愛美 役
- UDA☆MAP+PLUS「NoName -私達ズルい女-」（2017年10月27日 - 29日、板橋・studio BLANZ）
  - 第1話「ズルい女」 - 麻衣子 役
  - 第2話「メイワクな女」 - 美鈴 役
  - 第3話「ケサレた女」 - 女 役

- ADKアーツ「バグバスターズ3」（2017年11月29日 - 12月3日、俳優座劇場） - 西可奈子 役
- 兎座「19871988」（2017年12月10日、学芸大学・千本桜ホール） - 日替わりゲスト

2018年
- アリスインプロジェクト「ゼロヨンヨンの終電車2018」（2018年1月10日 - 14日、新宿村LIVE） - 主演 黄彩花 役
- 劇団TEAM-ODAC「猫と犬と約束の燈（再演）」（2018年2月7日 - 12日、草月ホール） - 大道寺愛美 役
- ガチゲキ「千葉のジョニー」（2018年2月28日 - 3月4日、下北沢・Geki地下Liberty） - 古沢ユリ 役
- シザーブリッツ「乱歩奇譚 Game of Laplace〜パノラマ島の怪人〜」（2018年4月13日 - 22日、シアターサンモール） - チヨコ 役
- 劇団時間制作「共感」Aチーム（2018年5月9日 - 20日、中野・劇場MOMO） - 薬師紗季 役
- TAFプロデュース「幕末疾風伝MIBURO〜壬生狼〜」（2018年6月8日 - 10日、かめありリリオホール） - ヒロイン 日比野カオル 役
- ZERO BEAT.「ハンムラビの箱庭」（2018年7月13日 - 22日、下北沢・Geki地下Liberty） - ネコカワミカコ 役
- M company「My Way」（2018年8月15日 - 19日、下北沢・小劇場B1） - 山田咲楽 役
- タンバリンステージ「NINJA ZONE〜RISE OF THE KUNOICHI WARRIOR〜」（2018年9月5日 - 9日、六行会ホール） - 福 役
- キ上の空論「みどり色の水泡にキス」（2018年10月17日 - 24日、あうるすぽっと） - マリ 役
- 劇団時間制作「こっちとそっち」（2018年11月14日 - 25日、萬劇場） - 関琴美 役
- 劇団6番シード「劇作家と小説家とシナリオライター」C日程（2018年12月9日 - 16日、池袋・シアターKASSAI） - プラス 役

2019年
- 林家畳「陽だまりの中で」（2019年1月23日 - 27日、シアターグリーン BIG TREE THEATER） - 石井瑞樹 役
- キ上の空論「ひびのばら」（2019年3月27日 - 31日、東京芸術劇場 シアターウエスト） - 畑中 役
- Asuka produce「DOLL」（2019年5月26日、Live Space CAVALLNO）
- オフィス上の空「トルツメの蜃気楼」（2019年6月19日 - 23日、ザ・ポケット） - W主演・アヤ 役
- ガチゲキ「愛媛のスキャンティー」（2019年7月10日 - 15日、高田馬場ラビネスト） - 福留和美 役
- キ上の空論「紺屋の明後日」（2019年9月20日 - 29日、あうるすぽっと） - 蘭 役
- Asuka produce「32 PRINCESS 」（2019年10月19日、Live Space CAVALLNO）
- Bobjack Theater「ノッキン オン ヘブンズ ドア」Bチーム（2019年11月14日 - 24日、上野ストアハウス） - 竹河雨音 役
- アリスインプロジェクト「アリスインアリスinデッドリースクール」（2019年12月12日 - 23日、池袋・シアターKASSAI） - パンドラ 役
- オフィス上の空×朝劇「笑う、夜の果てにて」日曜チーム（2019年12月15日 - 2020年3月22日、赤坂・Corus） - 曾我部 役

2020年
- オフィス上の空「共骨」（2020年3月7日 - 15日、彩の国さいたま芸術劇場 小ホール） - 高崎亜里沙 役
- ツツシニウム「フスマノオトン」（2020年7月29日 - 8月2日、池袋・シアターKASSAI） - 主演・山口美幸 役
- UDA☆MAP「新宿☆アタッカーズSeason3〜孤島の洋館連続殺人事件〜」（2020年9月30日 - 10月4日、シアターグリーンBIG TREE THEATER） - 佐渡・キャロライン・留 役
- 劇団6番シード「ザ・ボイスアクター2020〜アニメーション&オンライン〜」アニメーション編（2020年11月19日 - 29日、池袋・シアターKASSAI） - 山井まこ 役
- ENG「ほんとうにかくの?」（2020年12月23日 - 28日、シアターグリーン BIG TREE THEATER） - 屑子（美川蓮音） 役

2021年
- Girls feather「サンサーラ式葬送入門-普賢篇-」Bチーム（2021年2月5日 - 14日、池袋・シアターKASSAI） - 幸村満月 役
- LUCKUP「INDESINENCE Case:Cold Scarlet Rakeside」（2021年3月24日 - 28日、赤坂RED THEATER） - 酒井澄子 役
- ぽりこぴー「Travel×Trip×Tour」（2021年5月1日、本所松坂亭劇場） - 日替わりゲスト
- LUCKUP「明日の朝、いつものように」（2021年7月17日 - 25日、萬劇場）
  - Bチーム - ヒロイン ユウキ 役
  - Cチーム - ユタカ 役

- πTOKYOプロデュース『朝の朗読会』「触れる距離」Aチーム（2021年8月13日 - 22日、赤坂・πTOKYO）
- Mcompany「My Way」大阪公演（2021年9月18日 - 19日、道頓堀ZAZA HOUSE） - 山田咲楽 役
- BE WOOD LIVE「ペーパーカンパニー ゴーストカンパニー」（2021年10月6日 - 10日、池袋・シアターKASSAI） - 沢登春子 役

2022年
- De-LIGHT「シャットアウト、トイレット」（2022年2月23日 - 27日、萬劇場） - 佐伯 役
- 松本プロデュース『ザ・コメディショー』（2022年3月11日 - 13日、ステージカフェ下北沢亭）
  - 「FOUR-KILLER」 - 殺し屋T 役
  - 「絶望のカレー」 - 横内恵 役
  - 「創作落語風演劇〜楽屋騒動〜」 - 弁当屋 役
  - 「復讐の予習」 - 篠田景子 役
  - 「エロ本の行方」 - キヨミ 役
  - 「白身魚のアクアパッツア〜諭吉風小銭を添えて〜」 - 高倉千賀子 役

- スタイルオフィス『幽霊ハウス』「一人暮らし編」（2022年4月6日 - 10日、新宿村LIVE） - 鈴川莉奈 役
- ぽりこぴー「Travel×Trip×Tour Extra edition!!」（2022年4月29日 - 5月1日、本所松坂亭劇場）
- RISU PRODUCE「ぼくはだれ〜取調室での攻防2022〜」（2022年6月1日 - 5日、東京芸術劇場 シアターウエスト） - 坂中警部補 役
- Poppin’Shower produce「僕らの88年式タイムカプセル」（2022年6月10日、本所松坂亭劇場） - 日替わりゲスト
- 「図ったん×ひょったん vol.9」（2022年6月19日、四谷三丁目ドリームシアター）
- M COMPANY「マイウェイ〜帰郷〜瞼の母編」（2022年7月20日 - 24日、下北沢・小劇場B1） - サクラ 役
- 劇団6番シード「12人の私と路地裏のセナ」（2022年8月10日 - 16日、中野・テアトルBONBON） - 麗しの君 役
- RISU PRODUCE「片隅に灯す」（2022年10月5日 - 9日、サンモールスタジオ） - 新海歩美 役
- ENG『松本稽古企画公演《ココロ踊ル》』「ダンスピアの消失」（2022年11月9日 - 13日、六行会ホール） - ポルケッタ 役
- カラスカ「マジの宅急便」（2022年11月30日 - 12月4日、恵比寿・シアター・アルファ東京） - サミー 役

2023年
- LUCKUP「INDESINENCE Case:Dry Crimson Thistle」（2023年2月15日 - 19日、新宿村LIVE） - 門地期会 役
- Theatre劇団子「愛知のオンナ」（2023年3月16日 - 19日、桜台・JOY JOY THEATRE） - 原田愛 役
- img「明日の卒業生たち」（2023年4月8日 - 16日、すみだパークシアター倉） - 永野笑生 役
- ぽりこぴー「Travel×Trip×Tour」FINAL!!（2023年5月26日 - 28日、新宿・スターフィールド）
- pa-pi-produce「SUMMER FREESIA EXPRESSION」（2023年6月14日 - 18日、大塚・萬劇場） - 会田麻美 役
- キ上の空論「幾度の群青に溺れ」（2023年7月5日 - 9日、新宿・紀伊國屋ホール） - 凛 役
- Mcompany「My Way」（2023年8月10日 - 20日、下北沢・小劇場B1） - 山田咲楽 役
- オハ劇「コントGOGOGO!」（2023年9月23日、四ツ谷・シアターウィング） - ゲスト出演
- 小菅怜衣プロデュース「ボクから君におくるもの」（2023年9月20日 - 25日、コフレリオ新宿シアター） - サクラ 役
- 劇団6番シード「屋根裏のバーニャカウダー」（2023年10月25日 - 29日、新宿シアタートップス） - 瀬田佳織 役
- OG-3works「噂噺 怪奇超常探偵叢書」（2023年12月6日 - 10日、大塚・萬劇場） - 長上明 役
- BE WOOD LIVE「Three Stories of Christmas〜貴方の叶えたい夢は、何ですか!?〜」（2023年12月24日、ステージカフェ 下北沢亭） - 日替わりゲスト

2024年
- T-gene stage「コトの葉」コトチーム（2024年1月18日 - 28日、すみだパークシアター倉） - 伊原エリ 役
- POWERPROJECTクーデター「DOLL」（2024年3月31日、荻窪小劇場） - 日替わりゲスト オードリー 役
- カガミ想馬プロデュース『熱海殺人事件4作品同時公演2024』「サイコパス」（2024年4月19日 - 30日、新宿・サンモールスタジオ） - 水野朋子 役
- T-gene「囚われた5人?」（2024年4月25日、曙橋・STUDIO ZAP!） - 日替わりゲスト
- 「Change the World」（2024年6月8日 - 16日、池袋・サンシャイン劇場） - 相沢比呂子 役
- UDA☆MAP「魁☆パラダイムシフト」（2024年7月3日 - 7日、大塚・萬劇場） - 博士B 役
- ENG「missing〜ドラゴンズ・バックへの歩調〜」（2024年8月21日 - 25日、六行会ホール） - 大林由美 役
- 松本プロデュース『one～やがてひとつになる物語～』（2024年10月18日 - 20日、ステージカフェ下北沢亭）
  - 「裁判書記官の日常」 - 筒美志穂 役
  - 「新米弁護士の初仕事」 - 吉浦茜 役

- ENG『松本稽古企画公演《ココロ踊ル》』「まうしずむ」（2024年11月13日 - 17日、六行会ホール） - 茅岡キミ 役
- あすまい「有言実行」（2024年12月19日 - 22日、北池袋・新生館シアター）
- Poppin' Shower「星空ハーモニー2024」（2024年12月25日、池袋・シアターグリーンBIG TREE THEATER） - 日替わりゲスト 流星光 役

#### 2025年
- 〜女子大小路の名探偵 新章〜 舞台「死は、ど真ん中に転げ落ちて[117]」（2025年3月15日 - 23日、銀座・博品館劇場） - メリッサ / 間宮沙知絵 2役[118]
- STRAYDOG「女の子ものがたり」（2025年4月16日 - 20日、池袋・シアターグリーン BOX in BOX THEATER） - 主演・高原菜都美 役
- ヨビゴエ「異説・狂人日記[119]」（2025年7月3日 - 13日、三越劇場）
- 劇団6番シード「メイツ!〜ブラウン管の向こうへ〜[120]」（2025年7月30日 - 8月3日、池袋・シアターグリーン BIG TREE THEATER） - 沢ひかる 役[121]

### 映画
- アリスインプロジェクト「鐘が鳴りし、少女達は銃を撃つ[122]」[注 4]（2014年3月、監督：山岸謙太郎） - ミサ 役
- 「CHAIN/チェイン[123]」（2014年8月、監督：細井尊人） - 小田嶋奈津美 役
- PKP「パーポーピーポー」（2016年7月、監督：久保田唱） - あすか 役
- PKP「サプライズ!」（2017年4月、監督：松多壱岱） - あすか 役
- 劇団6番シード×ProjectYamaken「ディープロジック」（2020年1月、監督：山岸謙太郎） - ヒグチ妻 役[124]
  - 「Dプロジェクト」UDA編・ヒグチ君編（2017年2月）
  - 「Dプロジェクト」オザワ総理編（2017年8月）
  - 「Dプロジェクト」クリュウ編・シーナ編（2018年3月）
- 『Mothers マザーズ[125]』「だめだし[126]」（2025年1月、監督：野田麗未） - 静香 役

### ネット配信
- Twitterドラマ TWEEPLE[127]（2010年6月24日、Ustream） - ウェイトレス 役
- みんなで作るUstream×Facebook×ツイッタードラマ!「TWEEPLE2」（2010年9月25日、Ustream）
- 一歩堂「嘘つきあすぴー[128]」（2011年8月、一歩堂） - あすぴー 役
- モーレツカンパニー『これからもよろしく』（2021年1月25日 - 2月25日、Filmuy）
  - ドゥルドゥル編 #03「トラブル」、#05「まだ起きてる？」
  - ダカダカ編 #02「運が悪い女」、#04「タイムカプセル」
- Mcompany「My Way」（2021年5月28日 - 6月6日、Confetti Streaming Theater） - 山田咲楽 役

### テレビドラマ
- 勝利の女神love&4（2009年、千葉テレビ）
- 新・警視庁捜査一課9係 season2 第6話（2010年8月4日、テレビ朝日）
- 騎士竜戦隊リュウソウジャー 第15話（2019年6月30日、テレビ朝日） - 阿佐岡りるこ 役
- 水ドラ25「ダメな男じゃダメですか?」第1話（2022年2月3日、テレビ東京） - 受付 役

### テレビアニメ
- しばいぬ子さん（2012年4月 - 9月、TOKYO MX） - 先生 役
- だから僕は、Hができない。（2012年7月 - 9月、AT-X） - メルロー社員、マネージャー 役

### テレビバラエティ
- タモリ倶楽部 空耳アワー（2016年1月9日、2017年4月1日、テレビ朝日）
- Let's 天才てれびくん（2016年2月22日、NHK Eテレ）[129]
- お願い!ランキング（2017年3月、テレビ朝日） - 「あすまい」としてお願い！マンピンコンに出演[1]
- バクモン学園 30秒 面白動画ガチバトル（2017年5月2日、テレビ朝日） - あすまい「入浴シーン発表」

### Webテレビ
- お願いランキング #AbemaTV（2017年2月16日、3月2日、AbemaTVスペシャル2） - 「あすまい」としてお願い！マンピンコンに出演[1]

### MV
- ワヅカ「流星群[130]」（2021年2月）

### CM
- VIPライナーPV「VIPライナー Special 5[131]」（2012年）
- TVCM「佐野厄除け大師[132]」（2015年12月 - 2020年1月）
- 住商フーズ「四元豚シルキーポーク 生姜焼き編[133]」（2017年）
- 日本テレビ×ディスクガレージ×第一通信社「ねこがかわいいだけ展」
  - 「ねこがかわいいだけ展[134]」（2019年）
  - 「ねこがかわいいだけ展 ザ・ディスタンス[135]」（2020年）

### Web記事
- 対談「自分のペラさに泣いた日々〜高橋明日香×松本陽一〜[136]」（2017年3月）

### 撮影会
- fresh!撮影会[137]

## ユニット活動
- ふわふわしすぎて わかりません。（2011年9月 - 2012年5月、2013年1月 - 7月） - 略称「ふわわか」
  - 「にゃあにゃあ気分[138]」
- アクトアイドル「アリスインアリス（二期）」（2013年7月6日 - 2016年11月13日） - アリスインアリスの項を参照
- あすまい（2016年8月 - ） - 今出舞とのデュオユニット。クラウドファンディングによりCD「ぼくたちは旅に出る/cheerful smile」をリリース。2016年8月11日、PKP「パリピ!!〜ゆずれない夏〜」にてお披露目ライブを行った。2020年4月からYoutube配信「あすまいってどうでしょう。[139]」やツイキャス配信「あすまいのほろ酔いクッキング」、「あすまい学園」を開始した。2024年12月、初のコント公演「有言実行」を行った。
  - 松本稽古の振リー素材「ハッピー☆ラッキー・バースデー」（2022年1月）[140]
- ぴーちお（2020年12月 - ） - 池澤汐音とのダンスユニット。女優・振付師:松本稽古の「振リー素材」として動画を公開している。
  - 「スマイル:森七菜」（2020年12月）[141]
  - 「どんなときも。」（2021年3月）[142]
  - 「笑おう」（2021年3月）[143]